# 47 (عدد)
47 (سبع وأربعون) هو عدد طبيعي يلي العدد 46 ويسبق العدد 48.